# Apuiarés
Apuiarés est une municipalité brésilienne de l'État du Ceará.